# 火爐壁的女孩
〈火爐壁的女孩〉（英語：The Girl in the Fireplace）是英國科幻電視劇《異世奇人》第2季的第4集，2006年5月6日在BBC One首播。本集由史蒂芬·莫法特編劇，並由伊雲·羅蘭茲擔當導演。演員方面，除了固定班底——飾演博士大衛·田納特和飾演羅斯·泰勒的比莉·派佩外，還有飾演米基·史密夫的洛爾·克拉克及扮演龐巴度夫人的索菲亞·邁爾斯也是主演。
這集講述博士等人到來一部51世紀的太空船，卻發現這兒空無一人，並有一個能通住18世紀的火爐壁。在18世紀，博士結識到龐巴度夫人，並協助她擊退想要她的命的外星生物。最終，這集共吸引790萬人收看，並取得正面的評價。同時，這集還奪得雨果獎最佳戲劇呈現（短片）獎。

## 劇情
博士、泰勒和米基步出TARDIS，發現正身處一部51世紀的太空船上，但奇怪的是，這部太空船空無一人。隨後，博士更在太空船上發現一個18世紀的火爐壁。穿過這火爐壁，博士來到1727年一個女孩的房間。女孩自稱為雷內特（Reinette），又指床下一直躲藏著古怪的東西。博士赫然發現這些古怪的東西是「發條橙」—一種人形身上有多個齒輪的外星生物。然而，博士不解「發條橙」為何會對這女孩感到興趣。回到太空船，博士告訴泰勒和米基火爐壁是一道能通住指定地點和時間的「時間窗」，並叮囑二人須多加提防「發條橙」。
之後，博士再次返回雷內特的房間，發現她已長大成人，二人久別重逢，深情一吻。此時，雷內特被路易十五的下人叫走。原來，雷內特正是路易十五的情婦龐巴度夫人。博士再次回到太空船，泰勒發現船上還有其它「時間窗」能穿越龐巴度夫人身處的時代。奇怪的是，雖然「發條橙」多次埋伏龐巴度夫人，卻從未對她不利。博士猛然想到箇中之故：「發條橙」騎劫了太空船，並殺光了所有船員，豈料船員都是太空船零件的一部份。沒有了這些零件，太空船動彈不得，成為了無用的廢鐵。為重新啟動太空船，「發條橙」計劃取得龐巴度夫人的腦部。但是，考慮到龐巴度夫人的腦部尚未完全成熟，使「發條橙」一直未對她下手。
未幾，博士發現龐巴度夫人的腦部將於37歲時完全成熟。轉眼間，龐巴度夫人已到37歲。當晚，「發條橙」展開攻勢。博士聞之，隨即從「時間窗」救走龐巴度夫人，又把所有「時間窗」關閉。「發條橙」有見已無法得到龐巴度夫人，又無法從「時間窗」回到太空船，只好自盡。龐巴度夫人對博士表示儘管「時間窗」已被關閉，但她知道凡爾賽宮尚有一個窗可用——火爐壁。於是，博士回到太空船後再通過「時間窗」，希望能找到龐巴度夫人。可是，當博士來到之時，她已離世七年，這讓博士大為難過。最後一幕，鏡頭拍著太空船的外部，這船正是名為龐巴度夫人號。

## 製作

### 劇本創作
〈火爐壁的女孩〉的概念取自於《浪蕩公子》，一部以18世紀為背景的BBC電視劇。此劇的編劇正是《異世奇人》的執行製作人拉塞爾·T·戴維斯。戴維斯指他對18世紀感到興趣，在收集有關的資料時他認識到龐巴度夫人，並深被這歷史人物吸引。為此，戴維斯希望創作一部關於她發明土耳其行棋傀儡的作品。史蒂芬·莫法特後來被邀請編寫劇本，伊雲·羅蘭茲也在不久後被委任為導演。
戴維斯在《獨立報》的訪問中表示這集「顯示是關於博士的愛情故事......美麗而平淡，同時還想道出時間領主與一女子戀愛時泰勒的反應」。莫法特又解釋儘管劇情上的安排有所不同，劇本是受到奧黛麗·尼芬格的《時空旅人之妻》啟發。此外，莫法特在最初設計「發條橙」時打算用假髮蓋著他們的臉，但這提案被製片人菲爾·歌連臣以不利拍攝而遭到反對。最終，劇組為「發條橙」戴上狂歡節面具。

### 拍攝
《火爐壁的女孩》於2005年10月12日至27日間拍攝。龐巴度夫人的房間和客廳取景自威爾士紐波特的特雷迪加宅第，奧爾斯特的利格拉廳則充當劇中的舞廳。至於太空船的戲則是拍攝於紐波特的錄影廠。
另外，為拍攝此劇，劇組借來了兩匹馬﹕一匹出現在太空船上，另一匹則在舞廳內。據《異世奇人解密》表示，阻於拍攝角度問題，博士騎馬勇救龐巴度夫人的一幕並非真的在舞廳內拍攝，而是在色鍵前拍攝後合成的。同時，本身騎在馬上的並不是大衛·田納特，而是一名特技演員。

## 發行和反響
《火爐壁的女孩》2006年5月6日在英國BBC One首映，當晚共有790萬人通過電視收看這集，欣賞指數為84分。該集入圍了星雲獎的最佳劇本獎，並奪得雨果獎最佳戲劇呈現（短片）獎。
這集還取得好評。IGN在10分為滿分下給了這集8.8分，盛讚田納特和邁爾斯出色的表現使得這集「非常感人」，並指這集可能是整個系列中最好的一集。不過，該雜誌認為如莫法特能解釋為何博士不在龐巴度夫人死前利用TARDIS見她一面會有更好的效果。《Metro》認為「發條橙」是《異世奇人》中最令人難忘的怪物，而《衛報》則指這集是新版《異世奇人》中最精彩的一集。《偏鋒雜誌》表示這集打破了舊版《異世奇人》的框架，令這長壽的科幻劇進入了「新的里程碑」。

## 外部連結
- TARDISODE 4 （页面存档备份，存于）
- Episode trailer